# Подура мала
Подура мала (Isotomiella minor) — вид колембол з родини ізотомід (Isotomidae). Вид поширений в Європі.

## Опис
Комаха завдовжки до 1,3 мм. Тіло видовжене, жовтуватого забарвлення. Очей нема. Фурка довша за голову. Стилет має три зубці. Дорсальна сторона має кілька довгих «війчастих» щетинок, а четвертий сегмент антенни несе групу округлих сенсорних щетинок.